# Polet
Polet je revija, priložena časopisom Delo in Slovenske novice. Izhaja od leta 2002. 
Od leta 2020 je tiskana skupaj z revijama Vikend magazin in Super 50. 